# Michael Hofmann (Literaturwissenschaftler)
Michael Hofmann (* 1957 in Hagen) ist deutscher Germanist.

## Leben
Nach dem Lehramtsstudium der Germanistik, Romanistik und Philosophie an den Universitäten Bonn und Poitiers war er von 1988 bis 1992 Lektor für deutsche Sprache, Literatur und Landeskunde an der Universität Nancy II. Nach der Promotion 1990 zum Dr. phil. war er von 1992 bis 1997 wissenschaftlicher Assistent am Germanistischen Institut der Universität Bonn. Nach der Habilitation 1997 war er von 2004 bis 2023 Professor für Neuere deutsche Literaturwissenschaft und Literaturdidaktik an der Universität Paderborn. Sein besonderes Augenmerk galt der interkulturellen Literaturwissenschaft.

## Schriften (Auswahl)
- Ästhetische Erfahrung in der historischen Krise. Eine Untersuchung zum Kunst- und Literaturverständnis in Peter Weiss’ Roman Die Ästhetik des Widerstands. Bonn 1990, ISBN 3-416-02228-9.
- Reine Seelen und komische Ritter. Aspekte literarischer Aufklärung in Christoph Martin Wielands Versepik. Stuttgart 1998, ISBN 3-476-45195-X.
- Aufklärung. Tendenzen – Autoren – Texte. Stuttgart 1999, ISBN 3-15-017616-6.
- Schiller. Epoche – Werk – Wirkung. München 2003, ISBN 3-406-51010-8.